# Penthetria nigrita
Penthetria nigrita är en tvåvingeart som beskrevs av Perty 1833. Penthetria nigrita ingår i släktet Penthetria och familjen hårmyggor. Inga underarter finns listade i Catalogue of Life.